# Карл Сверкерссон
Карл VII Сверкерссон (швед. Karl Sverkersson) — ярл Гёталанда (с 1155) и король Швеции в 1160-1167 гг. Его порядковый номер «седьмой» связан с наличием легендарных шведских конунгов, однако о них ничего не известно. Карл Сверкерссон был первым определенно существовавшим шведским королём с именем Карл.

## Биография
Карл Сверкерссон был соперником Эрика IX и правил в Гёталанде еще во время его правления. В 1161 г. в битве при Эребру Карл разбил Магнуса Хенриксена.
После смерти Магнуса Карл был признан королём всей Швеции. Во время правления Карла также было основано шведское епископство, в 1164 году первым епископом стал Стефан из монастыря Альвастра.
Весной 1167 года Карл был убит в Висингсё, вероятно, людьми Кнута Эрикссона, и был похоронен в монастыре Альвастра.

## Семья
Карл состоял в браке с Кристиной Стигсдоттер Хвиде, датчанкой, дочерью Стига Хвиталедера, жена которого была сестрой Вальдемара Великого. Известен только один сын Карла, Сверкер, который стал королём Швеции после смерти Кнута Эрикссона.

## В кино
- Арн: Рыцарь-тамплиер (2007; Швеция, Великобритания, Дания, Норвегия, Финляндия, Германия, Марокко) — режиссёр Петер Флинт , в роли Карла Сванте Мартин.